# Евгений Урбанский (фильм)
«Евгений Урбанский» — советский чёрно-белый фильм-монография 1967 года режиссёра Екатерины Сташевской-Народицкой. Посвящён советскому актёру театра и кино, Заслуженному артисту РСФСР — Евгению Яковлевичу Урбанскому (1932-1965).
Премьера состоялась 3 июня 1968 года. Фильм посмотрели 5 700 000 зрителей.

## Сюжет
О советском актёре театра и кино, Заслуженном артисте РСФСР — Евгении Яковлевиче Урбанском вспоминают Василий Ливанов, Полина Филипповна, Григорий Чухрай, Григорий Еланчик, Юлий Райзман, Софья Павлова, Евгений Леонов, Иннокентий Смоктуновский, Нина Дробышева, Юрий Нагибин и другие. Поэт Евгений Евтушенко читает стихи, посвящённые Евгению Урбанскому. В фильме также использованы фрагменты кинокартин с его участием.

## В создании фильма принимали участие
- Дзидра Риттенберг
- Полина Урбанская
- Юлий Райзман
- Григорий Чухрай
- Юрий Нагибин
- Евгений Евтушенко
- Григорий Еланчик
- Иннокентий Смоктуновский
- Евгений Леонов
- Софья Павлова
- Нина Дробышева
- Василий Ливанов
- Александр Фадеев

## Съёмочная группа
- Автор сценария: Александр Рекемчук
- Режиссёр: Екатерина Сташевская-Народицкая
- Оператор: Герман Шатров
- Художник: Альберт Рудаченко
- Композитор: Юрий Левитин
- Звукооператор: Мира Лексаченко